# Universität Zielona Góra

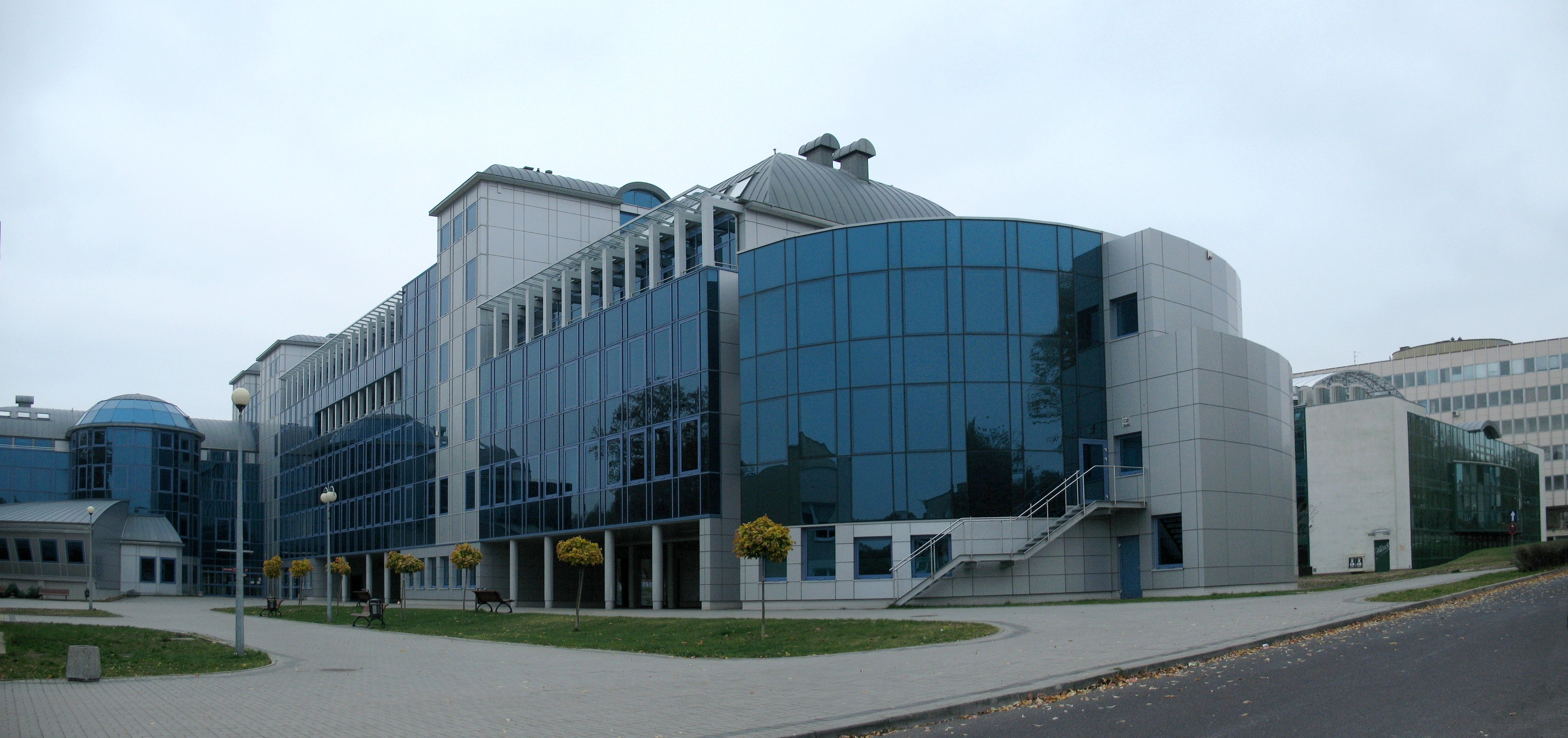
Fakultät der Naturwissenschaften

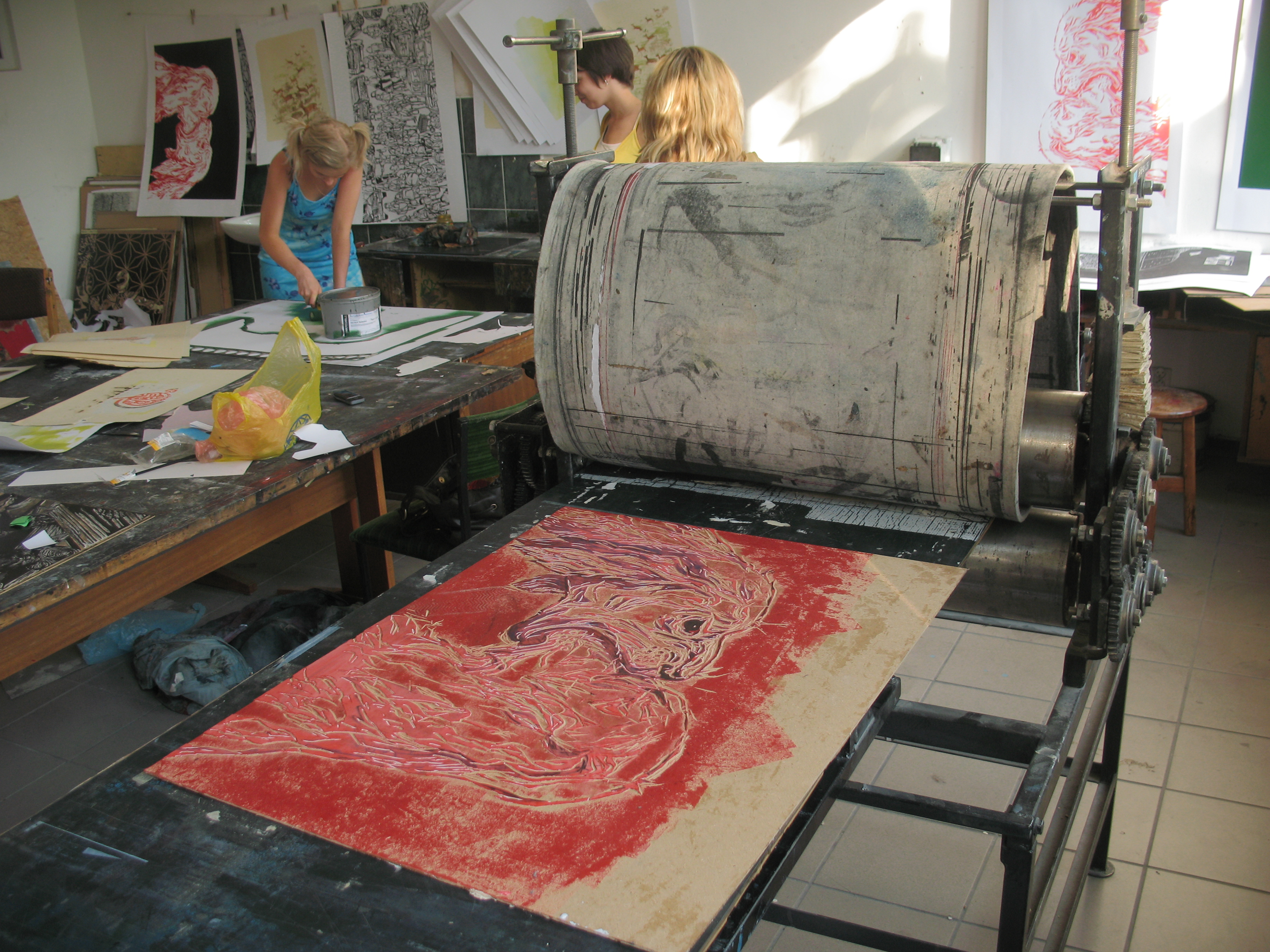
Fakultät der Künste, Werkstatt

Die Universität Zielona Góra (polnisch: Uniwersytet Zielonogórski) ist eine staatliche Universität in Zielona Góra, in der Woiwodschaft Lebus im Westen Polens.
Die Universität Zielona Góra wurde 2001 aus einer Fusion des Politechnikums Zielona Góra (polnisch: Politechnika Zielonogórska – gegründet 1965 als Wyższa Szkoła Inżynierska) sowie der Pädagogischen Hochschule (polnisch: Wyższa Szkoła Pedagogiczna – gegründet 1971 als Wyższa Szkoła Nauczycielska) gebildet.

## Fachbereiche
- Fakultät der Künste
  - Musik
  - Bildende Kunst
  - Grafik
  - Malerei
  - Innenarchitektur
- Fakultät für Elektrotechnik, Elektronik und Telekommunikation
  - Elektronik und Telekommunikation
  - Elektrotechnik (mit Promotionsrecht)
  - Informatik (mit Promotionsrecht)
- Fakultät für Humanwissenschaften
  - Philologie (Germanistik[3], Russistik, Anglistik, Romanistik, Slawische Philologie)
  - Polonistik
  - Philosophie (mit Promotionsrecht)
  - Geschichte (mit Promotionsrecht)
  - Politikwissenschaft
- Land- und Umweltingenieurwesen
  - Architektur
  - Bauwesen (mit Promotionsrecht)
  - Umweltingenieurwissenschaften
- Fakultät für Biologie
  - Biologie
  - Naturschutz
- Fakultät für Mechanik
  - Maschinenbau
  - Technik- und Informationsbildung
  - Management und Ingenieurwesen der Produktion
- Fakultät für Gesellschafts- und Erziehungswissenschaften
  - Pädagogik
  - Soziologie
- Fakultät für Physik und Astronomie
  - Astronomie
  - Physik
  - Technische Physik
- Fakultät für Mathematik, Informatik und Ökonometrie
  - Informatik und Ökonometrie
  - Mathematik
- Fakultät für Wirtschaftswissenschaften und Management
  - Management
  - Wirtschaftswissenschaft
  - Nationale Sicherheit